# 神谷聰一郎
神谷 聰一郎（かみや そういちろう、1934年3月12日 - 2022年5月11日）は、日本の銀行家。

## 経歴
東京都出身。1956年に慶應義塾大学経済学部を卒業し、同年に静岡銀行に入行。1983年6月に取締役に就任し、1987年7月に常務、1991年6月に専務を経て、1993年9月に頭取に就任。1999年6月に会長に就任。
2013年4月に旭日中綬章を受章。
2022年5月11日、死去。88歳没。